# David Requiro
David Requiro (* um 1975 in Oakland/Kalifornien) ist ein US-amerikanischer Cellist und Hochschullehrer.

## Werdegang
Requiro begann seine Celloausbildung im Alter von sechs Jahren. Er erhielt seinen Bachelor of Music am Cleveland Institute of Music; dann absolvierte er sein Masterstudium an der University of Michigan in Ann Arbor bei Richard Aaron. Er gewann Preise bei der Washington International Competition, der Irving M. Klein International String Competition, der Gaspar Cassadó International Violoncello Competition in Hachioji und gewann 2008 die Naumburg International Violoncello Competition. Er war Gastdozent an der University of Michigan, Artist in Residence an der University of Puget Sound und unterrichtet seit 2015 Cello an der University of Colorado Boulder.
Als Solist trat er mit dem Philharmonieorchester Tokio, dem National Symphony Orchestra, der Seattle Symphony und anderen Orchestern der USA auf. Er gab Recitals u. a. in der Carnegie Hall, im Herbst Theatre in San Francisco und im Kennedy Center und arbeitete als Kammermusiker mit der Chamber Music Society des Lincoln Center, der Seattle Chamber Music Society und den Jupiter Symphony Chamber Players zusammen und ist Gründungsmitglied des Baumer String Quartet. Auf dem Gebiet der zeitgenössischen Musik war er u. a. Partner von Krzysztof Penderecki und Bright Sheng. Bei der Amsterdam Cello Biennale 2010 spielte er die niederländische Uraufführung von Pierre Jalberts Sonate für Cello und Klavier.